# Jerónimo Agüero
Jerónimo Agüero fue un abogado y político peruano. 
Fue diputado constituyente por el departamento del Cusco en el Congreso Constituyente de 1822 que elaboró la primera constitución política del país.  Llegó a ocupar la secretaría de dicho congreso constituyente.